# Wilton Sampaio
Wilton Pereira Sampaio, né le 28 décembre 1981 à Teresina de Goiás, est un arbitre brésilien de football. Il est arbitre international FIFA depuis 2012. 

## Biographie
Wilson Sampaio est élu comme le meilleur arbitre du championnat du Brésil de football 2012.
Le 19 mai 2022, il est sélectionné pour être un des trente-six arbitres de la Coupe du monde de football 2022,.